# Ibycos
Cet article concerne le poète grec. Pour le genre de limaces exotiques, voir Ibycus (genre).
Ibycos (en grec ancien Ἴβυκος / Ibukos) est un poète lyrique grec né à Rhégion, colonie éolo-dorienne sur le détroit de Messine, en Grande Grèce du VIe siècle av. J.-C. ou VIIe siècle av. J.-C.

## Notice biographique
Vraisemblablement de famille noble, son père s'appelait Phytios ; on doit cependant tenir pour légendaire l'opinion prétendant qu’il aurait refusé de devenir tyran, quittant Rhegion pour échapper à leurs instances. Vers -560, il était établi à Samos à la cour du tyran Polycrate, devenant un des poètes favoris de cette cour.
La date, la durée de son séjour et le lieu de sa mort sont inconnus. Son décès a donné naissance, quelques siècles plus tard, à une légende passée en proverbe. Selon celle-ci il aurait été assailli, près de Corinthe lors d'un voyage sur mer, par une troupe de brigands qui l'assassinèrent après l'avoir dépouillé. Au moment d'expirer, il prit à témoin un vol de grues qui traversaient le ciel, et les adjura de porter témoignage et de venger sa mort. Quelque temps après, les assassins se trouvant dans le théâtre de Corinthe, l’un d'entre eux, en voyant planer des grues au-dessus des spectateurs, dit ironiquement à l’un de ses complices : « Voilà les témoins et les vengeurs d'Ibycos ». Entendu de ses voisins, ils le questionnent sur cette étrange parole, il est troublé. Devant son embarras, on appela les soldats, les coupables furent arrêtés, avouèrent leur crime, et furent exécutés. Les grues d'Ibycos sont ainsi devenues proverbiales, et l’on parle des « témoins d’Ibycos » pour caractériser un témoignage imprévu qui vient en aide à la justice au dernier moment.

## L’œuvre
Les savants alexandrins ont classé les œuvres d’Ibycos en sept livres, dont il ne nous est parvenu qu’une centaine de vers. Les anciens grecs le comparaient à Stésichore dans le traitement des thèmes mythiques (la guerre de Troie, l’expédition des Argonautes). Pourtant les fragments connus font ressortir une grande différence, preuve de la diversité de style du poète. Ce que nous connaissons de lui, ce sont ses poèmes lyriques chorals dans lesquels il manifeste le goût de la couleur et du pittoresque. Il a écrit de manière vivante sur le pouvoir de l’amour et certaines de ces formules seront citées par Platon dans le Phèdre, et le Parménide,, et plus tard reprises par Horace[Où ?]. Il a également écrit des éloges, notamment celui de Polycrate.